# Gaetano Bedini
Gaetano Bedini (15 de Maio de 1806 - 6 de Setembro de 1864) foi um arcebispo, cardeal e diplomata italiano.

## Biografia

### Juventude
Bedini nasceu em 15 de maio de 1806, Senigália, de uma família de recursos modestos. Filho de Pellegrino Bedini e Marianna Spadoni. Seu primeiro nome também está listado como Caetano. Recebeu o sacramento da confirmação em 29 de abril de 1812. Estudou no Seminário de Senigália e no Archgymnasium de Roma, onde obteve o doutorado em direito canônico e civil, em 20 de junho de 1837. Falava francês, alemão, italiano e português e um conhecimento limitado de inglês.

### Sacerdócio
Ordenado em 20 de dezembro de 1828, Senigália, pelo Cardeal Fabrizio Sceberas-Testaferrata. Ministério pastoral em Senigália. Estudos adicionais, Roma. Cônego do capítulo da catedral de Senigália, 1829-1838. Sob o patrocínio de amigos influentes, que incluíam o seu compatriota Giovanni Maria Mastai-Ferretti, o futuro Papa Pio IX, Gaetano Bedini ingressou no serviço dos Estados Papais. Enviado pelo Papa Gregório XVI em 1938 como secretário do arcebispo Ludovico Altier, núncio na Áustria. Permaneceu em Viena até abril de 1845, quando foi chamado de volta a Roma, onde foi nomeado Prelado doméstico de Sua Santidade e Protonotário Apostólico. Nomeado Internúncio e enviado extraordinário da Santa Sé ao Brasil, 28 de outubro de 1845 a 16 de agosto de 1847.
Nomeado embaixador e enviado extraordinário ao Brasil, em 28 de outubro de 1845; chegou em janeiro de 1846; trabalhou pela melhoria das condições dos imigrantes alemães e combateu o proselitismo protestante; retornou a Roma em março de 1848. Antes da partida para a Europa, Giuseppe Garibaldi, comandante da Legião Italiana, que vivia com a família no Uruguai, contatou-o através do cônsul papal em Montevidéu. Através da mediação de Mons. Bedini, Garibaldi esperava entrar em diálogo direto com o Papa Pio IX; Bedini, porém, não deu de imediato uma resposta específica à proposta. Ele também instruiu o cônsul papal em Montevidéu a pedir a Garibaldi que não divulgasse informações sobre a troca de cartas entre eles. Finalmente, o núncio, em nome do papa, agradeceu ao seu compatriota e recusou educadamente a espada e a Legião Italiana que lhe foi oferecida. Garibaldi ficou muito ofendido com o clero.
De volta a Roma, nomeado suplente da Secretaria de Estado, em 10 de março de 1848. Exerceu essa função até novembro de 1848, quando seguiu o Papa Pio IX em sua fuga para Gaeta devido à revolução em Roma. Em janeiro de 1849, chegou secretamente a Bolonha, onde tentou mobilizar a Guarda Suíça para uma campanha contra a capital apostólica.
Com o retorno do papa a Roma, nomeado comissário extraordinário para restabelecer a autoridade papal nas Quatro Legações (Bolonha, Ferrara, Forlì e Ravena). Pró-legado em Bolonha, 1849; o seu território estava ocupado por tropas austríacas e sob lei marcial; durante este período, o monge barnabita Ugo Bassi foi condenado por um tribunal militar secreto e executado por traição; os radicais carbonários e alemães, que participaram na Revolução de 1848 e se refugiaram nos Estados Unidos, repreenderam-no, embora não tivesse sido informado; realizou avanços notáveis em Bolonha, reduzindo o desemprego, favorecendo o comércio e a agricultura, construindo estradas e restaurando monumentos públicos. Bedini expressou constantemente a sua desaprovação pelas ações dos intervencionistas em Bolonha; emm 1852, a Santa Sé foi forçada a retirá-lo do cargo de embaixador.

### Episcopado
Eleito arcebispo titular de Tebas, em 15 de março de 1852, pelo Papa Pio IX, e núncio no Brasil, em 18 de março. Consagrado em 4 de julho de 1852, igreja de S. Maria in Portico, Roma, pelo Cardeal Ludovico Altieri, administrador de Roma e Lácio, auxiliado por Emmanuel Marongiù-Nurra, arcebispo de Cagliari, e por Karl-August von Reisach, arcebispo de Munique. Assistente no Trono Pontifício, 30 de julho de 1852.
Devido à epidemia de peste no Brasil, o núncio não pôde partir para o império. Por isso, Bedini foi encarregado de ir para os Estados Unidos da América, tornando-se assim o primeiro delegado apostólico ao país; chegou a Nova Iorque em 30 de junho de 1853, e foi imediatamente assediado por extremistas protestantes, que chegaram a organizar um ataque contra ele, que foi detido pela polícia. Manifestantes italianos também organizaram manifestações contra ele em Cincinnati, o que levou a um confronto com a polícia; eles o culparam pela morte de Ugo Bassi. Mons. Bedini foi recebido pelo Presidente Franklin Pierce e pelo Secretário de Estado dos EUA, a quem transmitiu mensagens do Papa Pio IX e do Secretário de Estado da Santa Sé, respectivamente. Ele também consagrou novos bispos. Sua visita durou de 30 de junho de 1853 a 4 de fevereiro de 1854; também visitou o Canadá por três semanas.
Arcebispo Bedini retornou a Roma em março de 1854 e recomendou o estabelecimento de uma representação papal permanente nos Estados Unidos e a fundação em Roma de um colégio americano, para a formação de seminaristas americanos. Comprou o prédio na Via Umilita, onde foi inaugurado o Pontifício Colégio Norte-Americano; em 8 de dezembro de 1859, celebrou ali sua primeira missa. Secretário da Sagrada Congregação de Propaganda Fide, 20 de junho de 1856 a 1861. Transferido para a sé de Viterbo e Toscanella, com título pessoal de arcebispo, 18 de março de 1861. No 8 de maio seguinte, entrou solenemente na cidade.

### Cardinalato
Criado cardeal-presbítero no consistório de 27 de setembro de 1861; recebeu o chapéu vermelho e o título de S. Maria sopra Minerva, em 30 de setembro de 1861.

### Morte
Cardeal Bedini faleceu em 6 de setembro de 1864, Viterbo, de congestão cerebral. Exposto e enterrado na catedral de Viterbo. A lápide de mármore sobre seu túmulo foi destruída quando a cidade foi bombardeada por aviões britânicos e americanos em 1944. No pós-guerra foi totalmente restaurado.
A memória dele também se conserva em Senigália, onde construiu a Igreja de Nossa Senhora da Misericórdia, a quem entregou uma cópia da imagem milagrosa da Bem-Aventurada Virgem Maria; agora esta é considerada milagrosa.

### Linhagem episcopal e sucessão apostólica
- Cardeal Gaetano Bedini (1852)
- Cardeal Luigi Lambruschini (1819)

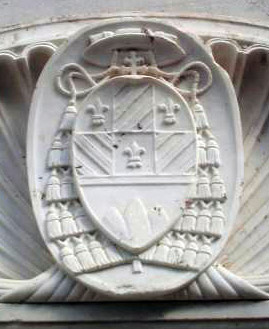
Viterbo

- Cardeal Giulio Maria della Somaglia (1788)
- Cardeal Hyacinthe-Sigismond Gerdil (1777)
- Cardeal Marco Antônio Colonna (1762)
- Cardeal Carlo della Torre Rezzonico (1743)
- Cardeal Prospero Lorenzo Lambertini (1724)
- Cardeal Pietro Francesco Orsini, O.P. (1675)
- Cardeal Paluzzo Paluzzi Altieri degli Albertoni (1666)
- Cardeal Ulderico Carpegna (1630)
- Cardeal Luigi Caetani (1622)
- Cardeal Ludovico Ludovisi (1621)
- Arcebispo Galeazzo Sanvitale (1604)
- Girolamo Bernerio, O.P. (1586)
- Cardeal Giulio Antonio Santorio (1566)
- Cardeal Scipione Rebiba